# Ali Fethi Okyar

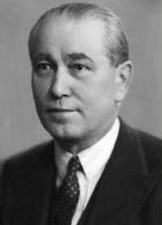
Fethi Okyar

Ali Fethi Okyar (Ali Fethi Bey) (Pirlepe, 1880 – Ankara, 7 mei 1943) was een Turks politicus.
Hij volgde een militaire opleiding. In 1907 werd hij lid van het Comité voor Eenheid en Vooruitgang (CUP) en werd spoedig lid van het Bestuur van het Comité. In 1911 werd hij secretaris-generaal van het CUP.
In 1913 trad hij uit het leger en werd lid van het Ottomaanse parlement. Aan de eindfase van de Eerste Wereldoorlog werd Fethi Okyar ambassadeur in Sofia (Bulgarije) en minister. Na de Eerste Wereldoorlog richtte Fethi Okyar de Ottomaanse Liberale Partij op, maar werd door de Britten geïnterneerd op Malta. Na zijn vrijlating in 1922 sloot hij zich aan bij de Nationale Bevrijdingsbeweging van Mustafa Kemal Atatürk, die tegen de Grieken vocht. Van 1922 tot 1923 was hij lid van de Nationale Assemblée en commissaris (minister) van Binnenlandse Zaken in het nationalistische kabinet. In 1923 was hij kortstondig premier, maar moest later aftreden ten gunste van de radicalere Ismet Inönü. 
In 1924 werd Fethi Okyar opnieuw premier (tot 1925), daarna was hij ambassadeur in Parijs (1925-1930). In 1930 keerde hij naar Turkije terug en nam het voorzitterschap van de nieuw opgerichte Vrije Republikeinse Partij (VRP; Serbest Cumhuriyet Firkasi) op zich. De VRP streefde naar een markteconomie, buitenlandse investeringen en vrijheid van meningsuiting. De VRP werd met goedkeuring van president Mustafa Kemal Atatürk (een goede vriend van Fethi Okyar) opgericht, als een soort 'loyale oppositiepartij', om zo de democratie geleidelijk aan in Turkije in te voeren. De partij werd spoedig een groot succes en verkreeg een grote aanhang. Rellen tussen de politie en VRP-aanhangers in İzmir in 1930, leidde tot de opheffing van de VRP in oktober van dat jaar. De vriendschap tussen Fethi en Atatürk leed hier ernstig onder. Omdat het experiment met de democratie mislukte, stelde Atatürk deze op de lange termijn uit. Pas na Atatürks dood zou de democratie definitief ingevoerd worden in Turkije.